# Chevron B36
La Chevron B36 è una vettura da competizione realizzata dalla casa britannica Chevron nel 1976 e utilizzata fino al 1987.
Nel 1977 la vettura con alla guida Raffaele Restivo e Alfonso Merendino e motorizzata BMW, vinse la LXI Targa Florio, ultima edizione della gara prima di essere soppressa. Vinse anche la 24 Ore di Le Mans 1977 e 1978 nella categoria Gruppo 6
fino a 2 litri e prese parte al Campionato del mondo sportprototipi 1980 e 1981.